# 约翰·杰勒德
约翰·杰勒德（英語：John Gerard），（1545年—1612年），文艺复兴时期的英国医生，他具有广泛草木知识。他关于草本植物的著作于1597年得到出版，此书成为了该领域的一部经典著作。在当时的欧洲产生了一定影响力。